# La sororité, c'est le pouvoir
La sororité, c'est le pouvoir (en anglais : Sisterhood Is Powerful: An Anthology of Writings from the Women's Liberation Movement) est une anthologie de 1970 regroupant des écrits féministes éditée par Robin Morgan, poète féministe et fondatrice du New York Radical Women. L'ouvrage constitue l'une des premières anthologies grand public de la deuxième vague féministe. Il présente une analyse visant à éveiller les consciences ainsi qu'un appel à l'action. Après Sisterhood Is Powerful, sont publiés Sisterhood Is Global: The International Women's Movement Anthology (1984), suivi de Sisterhood Is Forever: The Women's Anthology for a New Millennium (2003).

## Contexte
Kathie Sarachild utilise l'expression « Sisterhood Is Powerful » (« La sororité, c'est le pouvoir ») pour la première fois en 1968, dans une brochure écrite pour son discours d'ouverture de la première action publique du New York Radical Women, sur invitation de Jeannette Rankin, première femme élue à la chambre des représentants des États-Unis.

## Description
L'anthologie couvre plusieurs questions importantes dont « la nécessité d'un féminisme radical, la discrimination à l'encontre des femmes exercée par les hommes de gauche, et le sexisme honteux du monde du travail ».
Il comprend des essais féministes classiques de militantes telles que Naomi Weisstein, Kate Millett, Eleanor Holmes Norton, Florynce Kennedy, Frances M. Beal, Lucinda Cisler, Jo Freeman, Marge Piercy et Mary Daly, ainsi que des documents historiques, notamment la NOW Bill of Rights (déclaration des droits de l'Organisation Nationale des Femmes américaines), des extraits du SCUM Manifesto, du Redstockings Manifesto et des documents historiques de WITCH. Il comprend également un document du Black Women's Liberation Group de Mount Vernon ; cet écrit fait valoir une sororité prenant en compte les questions raciales, ce que certaines féministes de la deuxième vague demandaient. Ces dernières s'emparèrent par la suite du texte pour appuyer leurs revendications. L'anthologie comprend également ce que Morgan a appelé le « karaté verbal » : des citations et des statistiques utiles sur les femmes.

## Réception
L'anthologie a été reconnue parmi les « Livres de la Bibliothèque publique de New York du XXe siècle » par la New York Public Library. Au contraire, elle a été interdite au Chili, en Chine et en Afrique du Sud.

## Postérité
L'Oxford English Dictionary attribue à Robin Morgan la première utilisation du terme « herstory » dans une publication. Concernant l'organisation féministe WITCH, Morgan a écrit : 
La fluidité et l'agilité d'esprit des sorcières sont évidents dans leur acronyme perpétuellement modifié : le titre original était Women's International Terrorist Conspiracy from Hell [...] mais on l'a récemment entendu sous la forme Women Inspired to Commit Herstory,. »
Morgan a créé la première organisation féministe américaine fournissant des subventions, The Sisterhood Is Powerful Fund, grâce aux revenus générés par Sisterhood Is Powerful.

## Dans la culture populaire
À l'occasion d'un défilé de la Semaine de la mode de Paris en 2019, la directrice artistique de Christian Dior Couture, Maria Grazia Chiuri, a lancé une collection de t-shirts qui affichaient les messages Sisterhood Is Powerful, Sisterhood Is Global et Sisterhood Is Forever, reprenant ainsi les titres des trois anthologies,.